# میشل پارینلو
 میشل پارینلو (انگلیسی: Michele Parrinello؛ زاده ۷ سپتامبر ۱۹۴۵) یک دانشمند اهل ایتالیا است.